# バンピーロ
バンピーロ（Vampiro）のリングネームで知られるイアン・ホジュキンソン（Ian Richard Hodgkinson、1967年5月3日 - ）は、カナダのプロレスラー。オンタリオ州トロント出身。
メキシコやアメリカのプロレス団体で活動している。
メキシコでは、最も活躍した外国人選手の一人として知られている。

## 来歴
元々はロックミュージシャンであったが、プロレスの夢を追いプエルトリコでトレーニングを始める。トレーナーはアブドーラ・ザ・ブッチャー。
1991年2月、メキシコを観光旅行で訪れた際に、CMLL（当時のEMLL）にスカウトされる。自身が吸血鬼が好きだったため、そのまま吸血鬼キャラとしてバンピーロ・カナディエンセのリングネームでデビュー。メキシコには珍しい190cmを越える大型選手で、その甘いルックスから主に女性の人気を得る。元々はルードとしてデビューしたが、あまりの人気ですぐにリンピオに転向した。1992年のメキシコプロレスでMVPとなった。その後メキシコの数々の団体を転々とし、ライバル団体であるAAAにも移籍している。
1998年8月、WCWへ移籍。ここでもルックスを重視されすぐにプッシュされるが、実力が伴っておらず人気が出なかった。1999年には、ミュージシャンのICPと組んで「チーム・デッドプール」を結成。転機となったのは2000年、スティングとの抗争が人気を博し、一躍トップレスラーの仲間入りを果たした。同年夏頃にはグレート・ムタを迎え入れてユニット名を「ダーク・カーニバル」に変更し、WCWタッグ王座を獲得した。
WCW崩壊後の2001年、WWFとは契約せず、世界を舞台に活動。全日本プロレスに初参戦し、ジョージ・ハインズと組み世界最強タッグ決定リーグ戦に出場。2002年7月に古巣であるCMLLに復帰。また、TNAやインディー団体などでも活動し、2006年、2007年に再度全日本プロレスに参戦している。2007年4月30日には、WCW時代の相棒グレート・ムタと組み世界タッグ王座に挑戦したが敗退した。
2008年4月、AAAへ移籍。トップルードとして君臨し、メシアスとの長期抗争を展開。9月のPPVであるベラノ・デ・エスカンダロのメインイベントにてメシアスとのケージマッチで先に脱出し、勝利。抗争の終止符を打った。2010年4月よりコナン率いるユニット、レヒオンエクストランヘラに加入した。10月にはNOSAWA論外15周年記念大会に参戦するため来日している。

## 得意技
- ネイル・イン・ザ・コフィン

みちのくドライバーII
- バンピーロズ・バイト

チョークスラム
- ハイキック
- スピンキック
- サイドウォークスラム
- ショルダー・ブロック
- ヘッドバット

## 獲得タイトル
WCW
- WCW世界タッグチーム王座 : 1回

w / グレート・ムタ）
NWA
- NWA世界ライトヘビー級王座 : 1回

UWA
- UWA世界ヘビー級王座 : 1回

AAA
- AAA Rey de Reyes : 2006年度優勝

IWA
- IWAハードコア王座 : 4回
- IWAインターコンチネンタルヘビー級王座 : 1回

JCW
- JCWヘビー級王座 : 2回

WWC
- WWCユニバーサル・ヘビー級王座 : 1回

その他
- WSX王座 : 1回
- NWE世界ヘビー級王座 : 1回
- FILLヘビー級王座 : 1回

## 入場曲
- Destroyer - Vampiro
- Assassins (Instrumental) - Insane Clown Posse
- Take It - Insane Clown Posse
- Kong at the Gates - The Misfits
- Abominable Dr. Phibes - The Misfits
- Dead American - Lars Frederiksen And The Bastards
- You Eclipsed Me - Atreyu
- Peep Show - Droch Fhoula
- Back in Black - AC/DC
- Walk - Pantera
- Welcome To The Jungle - Guns N' Roses